# Oliver L. Austin
Oliver Luther Austin Jr. ou Oliver L. Austin, né le 24 mai 1903 à Tuckahoe (dans l'État de New York) et mort le 31 décembre 1988, est un ornithologue américain.

## Biographie
Il fait ses études à l'université Wesleyan dans le Connecticut puis à Harvard. Il s'intéresse activement à l'étude des oiseaux et participe, dès 1927, à une expédition scientifique dans la péninsule du Yucatan et au Honduras britannique, organisée pour le compte du Museum of Comparative Zoology d'Harvard.
En 1931, il obtient le premier titre de docteur en ornithologie délivré par l'université d'Harvard. Dès 1930, il travaille pour le bureau de recherche biologique du Minnesota, mais il perd son emploi lors de la grande dépression. Il survit en cultivant et en commercialisant des orchidées.
Il participe dans les rangs de l'U.S. Navy à la guerre du Pacifique et profite de ses déplacements pour collecter des spécimens (oiseaux mais aussi mammifères) qu'il expédie au Museum of Comparative Zoology.
À la fin de la guerre, stationné en Corée, il publie en 1948, The Birds of Korea. En 1946, il est transféré au Japon, affecté à l'équipe du général MacArthur, et chargé de l'organisation de la législation concernant la faune sauvage.
Il retourne aux États-Unis en 1950, où il fait paraître, en 1953, en collaboration avec le marquis Nagahisa Kuroda, The Birds of Japan, Their Status and Distribution, qui devient rapidement un ouvrage de référence.
Oliver devient professeur de zoologie à l'université de l'armée de l'air basée sur la base Maxwell en Alabama. En 1955-1956, il participe à une expédition en Antarctique conduite par l'amiral Byrd.
En 1957, il devient le conservateur du muséum d'histoire naturelle de Floride et contribue à une substantielle augmentation des collections qui atteignent près de 18 000 spécimens. Il conserve ce poste jusqu'en 1977.
En 1961, il fait paraître Birds of The World qui devient une sorte de best-seller et sera traduit en sept langues.
Il meurt dans son sommeil en décembre 1985 à l'âge de 85 ans.

## Publications
- (en) Oliver L. Austin, The birds of Newfoundland Labrador, Cambridge, Mass., The Club, 1932, 229 p. (OCLC 6392315)
- (en) Oliver L. Austin, The Birds of Korea, Bulletin of the Museum of Comparative Zoölogy at Harvard College, 1948
- (en) Oliver L. Austin et Nagahisa Kuroda, The Birds of Japan: Their status and distribution, Bulletin of the Museum of Comparative Zoology at Harvard College, 1953 (OCLC 5760667)
- (en) Oliver L. Austin (ill. Arthur Singer), Birds of the World: Birds of the world; a survey of the twenty-seven orders and one hundred and fifty-five families, New York, Golden Press, 1961, 316 p. (OCLC 1269637)
- (en) Oliver L. Austin, Water and marsh birds of the world, New York, Golden Press, 1967, 223 p. (OCLC 1093047)
- (en) Oliver L. Austin et Arthur Singer, Song birds of the world, New York, Golden Press, 1967, 318 p. (OCLC 1252375)
- (en) Oliver L. Austin et Arthur Cleveland Bent (3 tomes), Life histories of North American cardinals, grosbeaks, buntings, towhees, finches, sparrows, and allies : order Passeriformes: family Fringillidae, New York, Dover Publication, 1968 (OCLC 451584), p. 1889
- (en) Oliver L. Austin, Antarctic bird studies, Washington, D.C., American Geophysical Union of the National Academy of Sciences--National Research Council, 1968, 262 p. (OCLC 453231)
- (en) Oliver L. Austin, Elizabeth S. Austin et Richard E. Amundsen, The Random House book of birds, New York, Random House, 1970, 131 p. (OCLC 107431)
- (en) Oliver L. Austin, Families of birds, New York, Golden Press, 1971, 200 p. (OCLC 165022)
- (en) Oliver L. Austin, University of Florida Oral History Project, 1978 (lire en ligne)